# علم الاقتصاد البوذي

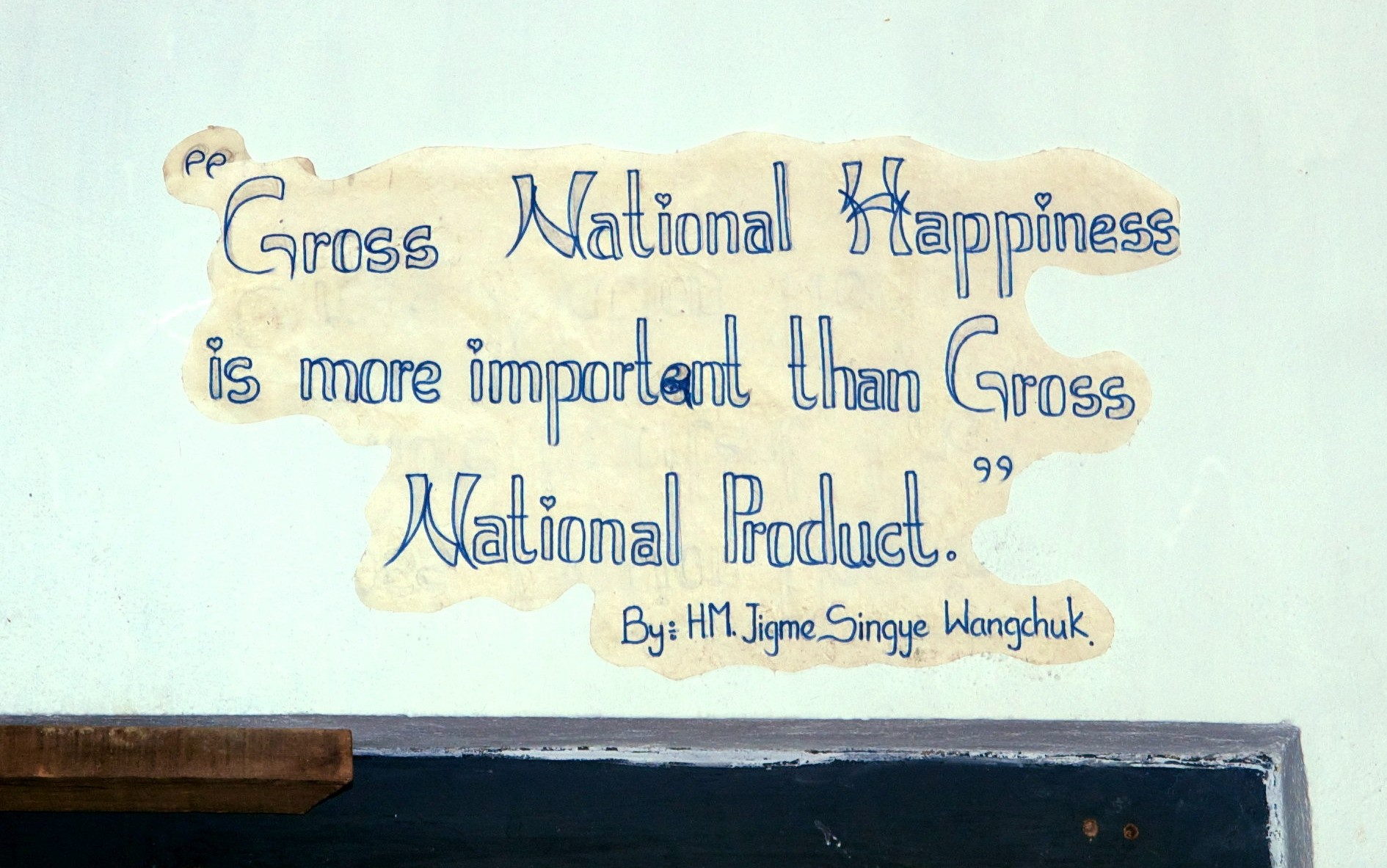

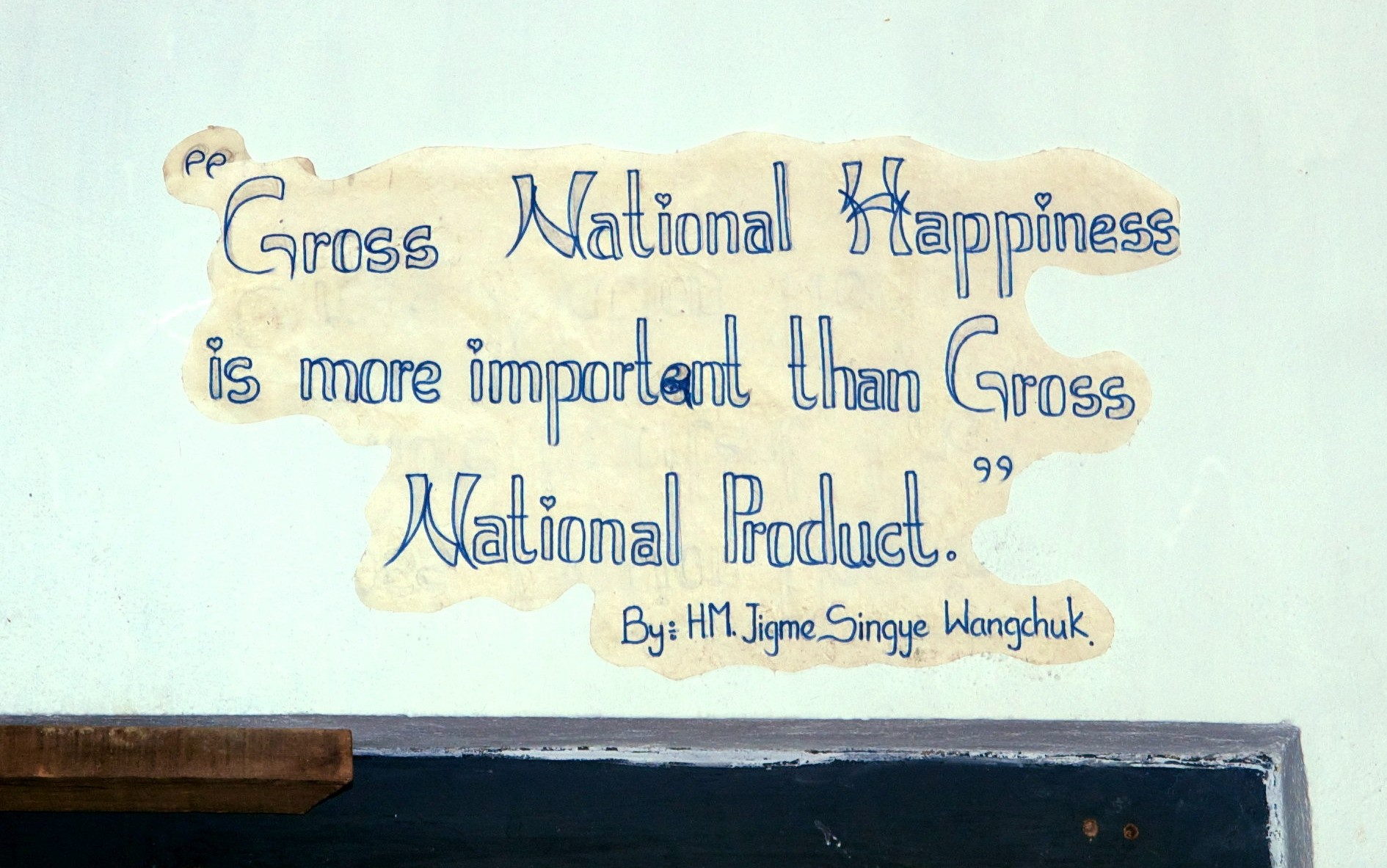
الفلسفة البوذية

علم الاقتصاد البوذيّ (بالإنجليزيّة: Buddhist economics) هو مقاربة روحانيّة فلسفيّة لدراسة علم الاقتصاد. إنها تفحص سيكولوجيا العقل الإنسانيّ والمشاعر التي تحرك نشاطه الاقتصاديّ، بمفاهيم محددة كالقلق والطموحات ومبادئ تحقيق الذات. في نظر المؤيدين له، يهدف علم الاقتصاد البوذيّ إلى توضيح الغموض حول ما يجلب النفع وما يجلب الضرر في الأنشطة الإنسانيّة التي تتضمَّن إنتاج واستهلاك البضائع، لكي يجعل البشر في نهاية المطاف ناضجين أخلاقيًّا. يقوم غرض تلك الإيديولوجيا على إيجاد «طريق وسط» بين المجتمع الدنيويّ المحض والمجتمع التقليديّ الراكد.
```
كتب الاقتصاديّ نيفيل كارونتلاكي: «يقوم الاقتصاد البوذيّ على أسس تطوير حياة جماعيّة تعاونيّة وانسجاميّة. يجب أن ننهي الأنانيّة والاستحواذيّة عن طريق تطوير الإنسان نفسه». يرى كارونتلاكي أن مبادئ الاقتصاد البوذيّ يمكن تبسيطها في حكم الملك البوذيّ أشوكا.
[
2
]
```

طوَّر ملك بوتان جيمي سينجي وحكومته مفهوم «السعادة القوميّة الإجماليّة» منذ 1972، بناءً على القيم الروحيّة البوذيّة، كمقابل لمقياس تقدُّم الأمة «الناتج المحليّ الإجماليّ». يعبر ذلك عن التزام الحكومة ببناء اقتصاد يخدم الثقافة البوتانيّة بناءً على القيم الروحيّة البوذية بدلًا من التقدُّم الماديّ، كقياسها فقط بالناتج المحليّ الإجماليّ.
تقيم أستاذة الاقتصاد الأمريكيّة كلير براون إطارًا للاقتصاد البوذيّ يشمل مقاربة القدرة للاقتصاديّ أمارتيا سن بالازدهار والاستدامة المشتركة. في نموذجها عن الاقتصاد البوذيّ، تقوم جودة الاقتصاد على تحقيق حياة جيدة لكل الناس بينما يحافظ على البيئة أيضًا. بالإضافة إلى الناتج المحليّ (أو الاستهلاك)، يشمل قياس جودة الاقتصاد مفاهيم مثل الاستدامة وتكافؤ الفرص والأنشطة التي تخلق حياة ذات معنى. حيث تقوم سعادة الشخص على نماء ثروته الداخليّة (روحه) أكثر من الثروة الخارجيّة (الماديّة).
يقترح الاقتصاد البوذيّ أن القرارات العقلانيّة حقًا لا يمكن صنعها سوى بعد أن نفهم ما الذي يسبب اللاعقلانيّة. عندما نفهم تكوين الرغبات البشريّة وندرك أن كل الثروة لا يمكنها أن ترضينا. عندما يدرك الناس عالميّة الخوف، يكونون أكثر تعاطفًا مع بعضهم بعضًا. وبالتالي فإن المقاربة الروحيّة للاقتصاد لا تقوم على النماذج والنظريات، ولكنها تقوم على قوى التعاطف وضبط النفس. من وجهة نظر البوذيّة، لا يمكن فصل علم الاقتصاد عن المعارف الأخرى. فعلم الاقتصاد ليس إلا عنصرًا واحدًا في محاولة مستمرة لحل مشاكل البشريّة، لذلك يعمل الاقتصاد البوذيّ على الوصول لهذا الهدف المشترك، لاكتفاء للمجتمع والفرد والبيئة.

## التاريخ
طُبقت الأخلاق البوذيّة في بداية الأمر في حُكم الدولة واقتصادها أثناء حكم الإمبراطور الهنديّ البوذيّ أشوكا (من 268 حتى 232 قبل الميلاد). فقد كان حكم أشوكا مشهورًا بالأعمال الخيريّة وبرامج العمل العام، والتي قام فيها ببناء المستشفيات والحدائق والمحميات الطبيعيّة.
صاغ إيرنست فريتز شوماخر مصطلح «علم الاقتصاد البوذيّ» في 1955، عندما سافر إلى بورما كمستشار اقتصاديّ لرئيس الوزراء يو نو. استخدم هذا المصطلح لأول مرة في مقاله بعنوان «علم الاقتصاد البوذيّ» والذي نُشر لأول مرة في 1966 في «آسيا: كُتيِّب Asia: A Handbook» وأعيد نشره في مجموعته المؤثرة «الصغير جميل Small Is Beautiful» 1973. يستخدم المصطلح حاليًا أتباع شوماخر وكُتاب تيرافادا البوذيّون.
أُقيم أول مؤتمر لمنصة البحث في علم الاقتصاد البوذيّ في بودابست بالمجر من 23 إلى 24 أغسطس 2007. أُقيم المؤتمر الثاني في جامعة أوبون راتشاثاني، في تايلاند من 9 إلى 11 إبريل 2009.

## رؤى عامة عن الاقتصاد
على عكس الاقتصاد التقليديّ، ينظر الاقتصاد البوذيّ إلى مراحل ما بعد استهلاك المنتج، ويبحث كيف تؤثر الميول في ثلاث أوجه متداخلة عن الوجود الإنسانيّ: الفرد والمجتمع والبيئة. فعلى سبيل المثال، إذا كان هناك زيادة في استهلاك التبغ، يقوم الاقتصاديّ البوذيّ بفك شفرة هذا الاستهلاك وكيف يؤثر هذا على تلوث البيئة وتأثيره على صحة المدخنين السلبيّين والفعليّين، وينظر في المخاطر الصحيّة المحتملة الناجمة عن التدخين، وبالتالي فإن الاقتصاد البوذيّ يأخذ في الاعتبار الجانب الأخلاقيّ مع الجانب الاقتصاديّ. ويُحكَم على الجانب الأخلاقيّ من خلال النتائج التي يعود بها والمميزات التي يجلبها الفعل الاقتصاديّ.
تنسب وجهة النظر البوذيّة ثلاث وظائف للعمل: يعطي للإنسان الفرصة لاستعمال وتطوير مهاراته، يمكنه من التغلب على مطامحه الشخصيّة عن طريق العمل مع غيره من الناس في نفس المهام، يجلب السلع والخدمات المطلوبة لوجود أفضل.

## الاختلافات بين علم الاقتصاد التقليديّ وعلم الاقتصاد البوذيّ
بينما يركز الاقتصاد التقليديّ على المصلحة الذاتيّة، تتحدى وجهة النظر البوذيّة ذلك، مغيرةً إياه إلى مفهوم «أناتا» أو «اللاذات». تقترح تلك الرؤية أن كل ما يمكن أن ندركه بالحواس لا يمكن نسبه للذات فهو ليس «ملكنا»، وبالتالي يجب على البشر أن يفصلوا نفسهم عن هذا الشعور. يعتقد الاقتصاديّ البوذيّ أن المصلحة الشخصيّة والانتهازيّة ستفشل دومًا.
يؤكد الاقتصاد التقليديّ على أهمية الوصول بالمكاسب والفائدة الفرديّة لأقصى مدى، بينما يركز المبدأ البوذيّ على تقليل المعاناة (الخسائر) لكل الكائنات الحيّة وغير الحيّة. تُظهر دراسات الاقتصاديّين البوذيّين أن البشر حساسون للخسارة أكثر من المكاسب، وتستنتج أن البشر عليهم التركيز على تقليل الخسارة.
هناك اختلاف يتعلق بمفهوم الرغبة. يشجِّع الاقتصاديّون التقليديّون الثروة الماديّة والرغبة التي يحاول البشر فيها جمع المزيد من الثروة لإرضاء حاجاتهم. تبعًا للاقتصاديّين البوذيّين، فإن كل الاحتياجات الماديّة غير الطعام والمأوى والأدوية والملبس يجب تقليلها. يقول الاقتصاديّون البوذيّون أن سعادة الإنسان تقل إذا اتبع رغبات بلا معنى، فتقليل الرغبات سيفيد الشخص والمجتمع والطبيعة كلها.
تختلف الرؤى عن السوق أيضًا. فبينما يرى الاقتصاديّ التقليديّ أنه يجب أن نوسِّع الأسواق حتى إشباعها، يهدف البوذيّ إلى تقليل العنف. لا ينظر الاقتصاد التقليديّ إلى الجهات المعنيّة، مثل الأجيال القادمة والعالم الطبيعيّ، حيث يرى أن صوتهم لا يمثل فرقًا في القوة الشرائيّة. إنهم يعتقدون أن الفقراء والمهمشين غير ممثلين نظرًا لضعف قوتهم الشرائيّة، وبالتالي فهم يعتقدون أن السوق متحيِّز ولكنه ممثل حقيقيّ عن الاقتصاد. أما الاقتصاديّ البوذيّ فيدافع عن «أهيمسا» أو اللاعنف، أي منع أي فعل يؤدي لمعاناة الشخص أو غيره. تعتبر الزراعة المدعومة من المجتمع خير مثال على ذلك.